# Como perros y gatos (película de 1969)
Como perros y gatos es una película de comedia mexicana de 1969 dirigida por Miguel M. Delgado y protagonizada por Angélica María, Enrique Guzmán y Amadee Chabot.

## Trama
Carlos, (Enrique Guzmán) es un ingeniero muy exitoso cuyos padres, Don Juan (Eduardo Alcaraz) y Doña Rosa (Susana Cabrera), se han empeñado en que se lleve bien con su ahijada, una estudiante de psicología, Rosita (Angélica María) cuyos padres, Don Carlos (Andrés Soler) y Doña Irene (Bertha Moss), también han planeado que ella se enamore de Carlos para que finalmente se casen y hereden la empresa de la que los cuatro compadres son dueños. Conforme van creciendo los muchachos, se dan cuenta de que a pesar de sus esfuerzos por juntarlos, Rosita y Carlos no se pueden ver y siempre se están peleando. Hasta que un día, los compadres van al teatro a ver la obra de "Romeo y Julieta" y se dan cuenta de que el éxito de ese amor se basó principalmente en la oposición de sus padres. Entonces ponen en marcha un plan en donde le hacen creer a todo mundo de que los compadres se han peleado a muerte y les prohíben a sus hijos que se hablen, que se vean y que se junten. Los cuatro compadres esperan que Rosita y Carlos se unan en un fin común y empiecen a limar asperezas. El plan resulta. No sólo se empiezan a llevar bien, sino que se dan cuenta de que ambos tienen muchas cualidades, que son muy populares y muy exitosos en sus vidas. Por medio de Bertha (Kippy Casado) se empiezan a enviar correspondencia y terminan enamorados locamente.

## Reparto
- Angélica María como Rosa Morán (Rosita).
- Enrique Guzmán como Carlos Cobián.
- Amadee Chabot como Ester.
- Andrés Soler como don Carlos.
- Kippy Casado como Bertha.
- Susana Cabrera como doña Rosa.
- Bertha Moss como doña Irene.
- Eduardo Alcaraz como don Juan.
- Horacio Salinas actor como Edgardo.
- Gustavo Adolfo González
- María Antonieta Olvera
- Ramiro Orci
- Carlos Guarneros "Don Cuco"
- Adolfo Magaldi

## Temas musicales
- "Cuando me enamoro", por Angélica María.
- "Amor no llores", por Robertha (sin crédito).
- "Que estás enamorado", por Angélica María.
- "Dos Rosas", por Enrique Guzmán.
- "Palabra mágica", por Enrique Guzmán, de su álbum "Hoy", año 1968.